# Districte de Le Raincy
El Districte de Le Raincy és un dels tres districtes amb què es divideix el departament francès de Sena Saint-Denis. Des del 2017 té 12 cantons i 22 municipis i el cap del districte és la sotsprefectura de Le Raincy.

## Composició

### Cantons
- Aulnay-sous-Bois
- Le Blanc-Mesnil
- Bondy (en part)
- La Courneuve (en part)
- Drancy
- Gagny
- Livry-Gargan
- Montreuil-1 (en part)
- Noisy-le-Grand
- Sevran
- Tremblay-en-France
- Villemomble

### Municipis
Els municipis del districte de Le Raincy, i el seu codi INSEE, son:
1. Aulnay-sous-Bois (93005)
2. Le Blanc-Mesnil (93007)
3. Le Bourget (93013)
4. Clichy-sous-Bois (93014)
5. Coubron (93015)
6. Drancy (93029)
7. Dugny (93030)
8. Gagny (93032)
9. Gournay-sur-Marne (93033)
10. Livry-Gargan (93046)
11. Montfermeil (93047)
12. Neuilly-Plaisance (93049)
13. Neuilly-sur-Marne (93050)
14. Noisy-le-Grand (93051)
15. Les Pavillons-sous-Bois (93057)
16. Le Raincy (93062)
17. Rosny-sous-Bois (93064)
18. Sevran (93071)
19. Tremblay-en-France (93073)
20. Vaujours (93074)
21. Villemomble (93077)
22. Villepinte (93078)